# Campionati del mondo di atletica leggera 2023 - Staffetta 4×100 metri maschile
La staffetta 4×100 metri maschile dei campionati del mondo di atletica leggera 2023 si è svolta il 25 e il 26 agosto presso il Centro nazionale di atletica leggera di Budapest, in Ungheria.

## Podio
| Pos.    | Nazionalità                                                                         | Prestazione |
| ------- | ----------------------------------------------------------------------------------- | ----------- |
| Oro     | Stati Uniti Christian Coleman, Fred Kerley, Brandon Carnes, Noah Lyles, J.T. Smith* | 37"38       |
| Argento | Italia Roberto Rigali, Marcell Jacobs, Lorenzo Patta, Filippo Tortu                 | 37"62       |
| Bronzo  | Giamaica Ackeem Blake, Oblique Seville, Ryiem Forde, Rohan Watson                   | 37"76       |

## Situazione pre-gara

### Record
Prima di questa competizione, il record del mondo (RM) e il record dei campionati (RC) erano i seguenti.
| Record                | Prestazione | Atleta                                                         | Data                                  | Competizione         |
| --------------------- | ----------- | -------------------------------------------------------------- | ------------------------------------- | -------------------- |
| Record mondiale       | 36"84       | Giamaica Nesta Carter, Michael Frater, Yohan Blake, Usain Bolt | 11 agosto 2012 Londra, Regno Unito    | Giochi olimpici 2012 |
| Record dei campionati | 37"04       | Giamaica Nesta Carter, Michael Frater, Yohan Blake, Usain Bolt | 4 settembre 2011 Taegu, Corea del Sud | Mondiali 2011        |

### Campioni in carica
I campioni in carica, a livello mondiale e olimpico, erano:
| Campione | Atleta                                                             | Prestazione | Data                                         | Competizione         |
| -------- | ------------------------------------------------------------------ | ----------- | -------------------------------------------- | -------------------- |
| Olimpico | Italia Lorenzo Patta, Marcell Jacobs, Fausto Desalu, Filippo Tortu | 37"50       | 6 agosto 2021 Tokyo, Giappone                | Giochi olimpici 2021 |
| Mondiale | Canada Aaron Brown, Jerome Blake, Brendon Rodney, Andre De Grasse  | 37"48       | 5 ottobre 2019 Eugene, Stati Uniti d'America | Mondiali 2022        |

### La stagione
Prima di questa gara, gli atleti con le migliori tre prestazioni dell'anno erano:
| Pos. | Atleta                                                                            | Prestazione | Data                                              |
| ---- | --------------------------------------------------------------------------------- | ----------- | ------------------------------------------------- |
| 1    | Canada Aaron Brown, Jerome Blake, Brendon Rodney, Andre De Grasse                 | 37"80       | 1º aprile 2023 Gainesville, Stati Uniti d'America |
| 1    | Giappone Ryuichiro Sakai, Hiroki Yanagita, Yuki Koike, Koki Ueyama                | 37"80       | 23 luglio 2023 Londra, Regno Unito                |
| 3    | Squadra internazionale Ryan Willie, Jacory Patterson, Pjai Austin, Robert Gregory | 37"90       | 13 maggio 2023 Baton Rouge, Stati Uniti d'America |

## Risultati

### Batterie
Le batterie di qualificazione si sono svolte il 25 agosto a partire dalle ore 19:32. I primi tre di ogni serie (Q) e i due tempi migliori tra gli esclusi (q) si sono qualificati alla finale

#### Batteria 1
| Pos. | Corsia | Nazione           | Atleti                                                               | Tempo | Note                                     |
| ---- | ------ | ----------------- | -------------------------------------------------------------------- | ----- | ---------------------------------------- |
| 1    | 8      | Stati Uniti       | Christian Coleman, Fred Kerley, Brandon Carnes, J.T. Smith           | 37"67 | Q                                        |
| 2    | 7      | Giamaica          | Ackeem Blake, Oblique Seville, Ryiem Forde, Rohan Watson             | 37"68 | Q                                        |
| 3    | 5      | Giappone          | Ryuichiro Sakai, Hiroki Yanagita, Yuki Koike, Abdul Hakim Sani Brown | 37"71 | Q                                        |
| 4    | 3      | Francia           | Méba-Mickaël Zeze, Pablo Matéo, Ryan Zeze, Mouhamadou Fall           | 37"98 | q                                        |
| 5    | 4      | Trinidad e Tobago | Omari Lewis, Jerod Elcock, Revell Webster, Devin Augustine           | 38"89 |                                          |
| 6    | 6      | Ungheria          | Dominik Illovszky, Bence Boros, Dániel Szabò, Márk Pap               | 39"55 | Miglior prestazione personale stagionale |
|      | 2      | Paesi Bassi       | Nsikak Ekpo, Taymir Burnet, Hensley Paulina, Raphael Bouju           | dnf   |                                          |
|      | 9      | Germania          | Kevin Kranz, Lucas Ansah-Peprah, Joshua Hartmann, Yannick Wolf       | dnf   |                                          |

#### Batteria 2
| Pos. | Corsia | Nazione       | Atleti                                                                 | Tempo | Note                                     |
| ---- | ------ | ------------- | ---------------------------------------------------------------------- | ----- | ---------------------------------------- |
| 1    | 5      | Italia        | Roberto Rigali, Lamont Marcell Jacobs, Lorenzo Patta, Filippo Tortu    | 37"65 | Q                                        |
| 2    | 2      | Sudafrica     | Shaun Maswanganyi, Benjamin Richardson, Clarence Munyai, Akani Simbine | 37"72 | Q                                        |
| 3    | 7      | Gran Bretagna | Jeremiah Azu, Adam Gemili, Jona Efoloko, Eugene Amo-Dadzie             | 38"01 | Q                                        |
| 4    | 4      | Brasile       | Paulo André Camilo, Felipe Bardi, Erik Cardoso, Rodrigo do Nascimento  | 38"19 | q                                        |
| 5    | 3      | Nigeria       | Favour Ashe, Usheoritse Itsekiri, Alaba Akintola, Seye Ogunlewe        | 38"20 | Miglior prestazione personale stagionale |
| 6    | 9      | Canada        | Aaron Brown, Jerome Blake, Brendon Rodney, Bolade Ajomale              | 38"25 |                                          |
| 7    | 6      | Svizzera      | Pascal Mancini, Bradley Lestrade, Felix Svensson, Enrico Güntert       | 38"65 |                                          |
|      | 8      | Polonia       | Adam Burda, Mateusz Siuda, Łukasz Żak, Dominik Kopeć                   | dnf   |                                          |

### Finale
La finale si è disputata alle 21:40 (ora locale di Budapest) del 26 agosto 2023.
| Posizione | Corsia | Nazione       | Atleti                                                                 | Tempo | Note                                     |
| --------- | ------ | ------------- | ---------------------------------------------------------------------- | ----- | ---------------------------------------- |
| Oro       | 8      | Stati Uniti   | Christian Coleman, Fred Kerley, Brandon Carnes, Noah Lyles             | 37"38 | Miglior prestazione mondiale stagionale  |
| Argento   | 5      | Italia        | Roberto Rigali, Marcell Jacobs, Lorenzo Patta, Filippo Tortu           | 37"62 | Miglior prestazione personale stagionale |
| Bronzo    | 6      | Giamaica      | Ackeem Blake, Oblique Seville, Ryiem Forde, Rohan Watson               | 37"76 |                                          |
| 4         | 4      | Gran Bretagna | Jeremiah Azu, Zharnel Hughes, Adam Gemili, Eugene Amo-Dadzie           | 37"80 | Miglior prestazione personale stagionale |
| 5         | 9      | Giappone      | Ryuichiro Sakai, Hiroki Yanagita, Yuki Koike, Abdul Hakim Sani Brown   | 37"83 |                                          |
| 6         | 3      | Francia       | Méba-Mickaël Zeze, Pablo Matéo, Ryan Zeze, Mouhamadou Fall             | 38"06 |                                          |
|           | 7      | Sudafrica     | Shaun Maswanganyi, Benjamin Richardson, Clarence Munyai, Akani Simbine | dnf   |                                          |
|           | 2      | Brasile       | Rodrigo do Nascimento, Jorge Vides, Erik Cardoso, Felipe Bardi         | dq    | TR24.7                                   |